# Corticaria johnsonii
Corticaria johnsonii là một loài bọ cánh cứng trong họ Latridiidae. Loài này được Marino & Jose Lopez, Maria miêu tả khoa học năm 2007.